# Delias caroli
Delias caroli är en fjärilsart som beskrevs av Sir George Hamilton Kenrick 1909. Delias caroli ingår i släktet Delias och familjen vitfjärilar. Inga underarter finns listade i Catalogue of Life.